# SimGolf
SimGolf é um jogo para Windows criado pela Maxis em 1996. O jogo habilia criar seus próprios campos de golfe e jogá-los, muito semelhante à forma como SimCity 2000 pode ser usado para criar cidades para jogar no Streets of SimCity ou no SimCopter.